# Farès Ferjani
Farès Ferjani (en árabe: فارس الفرجاني‎; Túnez, 22 de julio de 1997) es un deportista tunecino que compite en esgrima, especialista en la modalidad de sable. Participó en tres Juegos Olímpicos de Verano entre los años 2016 y 2024, obteniendo una medalla de plata en París 2024 en la prueba individual.

## Palmarés internacional
| Juegos Olímpicos | Juegos Olímpicos | Juegos Olímpicos | Juegos Olímpicos |
| Año              | Lugar            | Medalla          | Prueba           |
| ---------------- | ---------------- | ---------------- | ---------------- |
| 2024             | París (Francia)  | Medalla de plata | Sable individual |